# Capverdians als Països Baixos
Els capverdians als Països Baixos són residents dels Països Baixos que són originaris o amb ascendència capverdiana. L'Oficina Central d'Estadística dels Països Baixos mostrava 20.961 persones d'origen capverdià als Països Baixos (persones de Cap Verd o de pares capverdians).

## Història de la migració
La primera migració de capverdians als Països Baixos es va iniciar en la dècada de 1960 i 1970. Els migrants eren fonamentalment joves que s'havien enrolat com a mariners en vaixells holandesos, i es concentraren principalment a la ciutat portuària de Rotterdam, especialment l'àrea de Heemraadsplein. Una altra onada de migració es va iniciar el 1975, arran de la independència de Cap Verd de Portugal; aquesta nova onada d'immigrants comprenia principalment mestres, soldats i altres funcionaris menors del govern anterior. Hi va haver una amnistia d'immigració per als immigrants de Cap Verd en 1976.
De 1996 a 2010 el nombre de capverdians als Països Baixos registrats per l'Estadística dels Països Baixos va créixer aproximadament un 25% a partir d'una base de 16.662 persones; prop de tres quartes parts del creixement en aquest període va ser en la categoria de 2a generació (persones nascudes als Països Baixos d'un o dos pares migrants de Cap Verd).

## Distribució
Aproximadament el 90% viu a l'àrea metropolitana de Rotterdam. A Rotterdam, la concentració més gran es troba a Delfshaven, on formen el 8,8% de la població del barri. A la ciutat hi ha més de 60 associacions civils capverdianes. Es poden trobar grups més petits a altres ciutats com Schiedam, Amsterdam, Zaanstad, i Delfzijl.

## Ocupació i negocis
En general els capverdians tenen millors resultats del mercat laboral que altres grups migrants com turcs o marroquins, similars als de Surinam, però pitjor que les dels nadius. Els diferents salons de bellesa capverdians de Rotterdam sovint serveixen com a punts de trobada per a les dones de la comunitat. Altres negocis comunius són el transport i les agències de viatges.

## Personatges destacats
- Luc Castaignos, futbolista
- Miguel Dias, boxador
- E-Life, raper
- Eddy "Eddy Fort Moda Grog" Fortes, raper
- Aalviar Lima, lluitador de kickboxing
- Suzanna Lubrano, cantant
- David Mendes da Silva, futbolista
- Gil Semedo, cantant